# Hermann Goebel (Maler)
Hermann Heinrich Josef Goebel (* 8. April 1885 in Dormagen; † 9. März 1945 in Dobel, Landkreis Calw) war ein deutscher Maler.

## Leben
Von 1905 bis 1910 studierte er an der Großherzoglich Badischen Landeskunstschule in Karlsruhe bei Ludwig Schmid-Reutte, ab 1907 war er Meisterschüler von Wilhelm Trübner. Während der Studienzeit unternahm er Reisen nach Italien, in die Niederlande, nach Belgien, Frankreich und Spanien. 1910 Umzug nach Heimsheim, 1912 Reise nach Chioggia und Venedig. 1914 wurde er Mitglied in der Freien Secession Berlin. Von 1914 bis 1918 war er Kriegsteilnehmer. 1918 erfolgte der Umzug nach Ettlingen. 1920 wurde er Professor und Leiter einer Meisterklasse an der Landeskunstschule Karlsruhe. 1922 Umzug nach Karlsruhe. 1924 Reise nach Italien, Spanien, Südfrankreich, an die bayerischen Seen und an die Nordsee. 1927 Vorstand der „Badischen Secession“. 1928 Reise nach Paris. 1929 bis 1932 war er Direktor der Karlsruher Landeskunstschule, ab 1935 gab es immer wieder Aufenthalte in Dobel im Schwarzwald. 1938 Reise nach Sylt. 1942 erfolgte nach einem Beitritt zur NSDAP die Ernennung zum Beamten auf Lebenszeit. 1944 verbrannten bei einem Bombenangriff rund 250 Arbeiten. Goebel schuf vor allem Landschaften des südwestdeutschen Raumes, mit Bevorzugung des Bodensees, des Neckartals und des Odenwaldes, Bildnisse und Stillleben. Stilistisch sind seine Frühwerke dem Jugendstil zuzuschreiben, seine späteren, farbintensiven Arbeiten zeigen eine Beeinflussung durch den Expressionismus.
Hermann Goebel war Mitglied des Deutschen Künstlerbundes. Er starb an einer Lungenentzündung.